# Twin Bridges (Montana)
Twin Bridges és una població dels Estats Units a l'estat de Montana. Segons el cens del 2000 tenia 400 habitants.

## Demografia
Segons el cens del 2000, Twin Bridges tenia 400 habitants, 175 habitatges, i 105 famílies. La densitat de població era de 162,6 habitants per km².
Dels 175 habitatges en un 25,7% hi vivien nens de menys de 18 anys, en un 50,3% hi vivien parelles casades, en un 6,9% dones solteres, i en un 40% no eren unitats familiars. En el 34,9% dels habitatges hi vivien persones soles el 13,7% de les quals corresponia a persones de 65 anys o més que vivien soles. El nombre mitjà de persones vivint en cada habitatge era de 2,29 i el nombre mitjà de persones que vivien en cada família era de 2,95.
Per edats la població es repartia de la següent manera: un 25,3% tenia menys de 18 anys, un 4,3% entre 18 i 24, un 24,8% entre 25 i 44, un 28% de 45 a 60 i un 17,8% 65 anys o més.
L'edat mediana era de 42 anys. Per cada 100 dones de 18 o més anys hi havia 94,2 homes.
La renda mediana per habitatge era de 25.833$ i la renda mediana per família de 34.688$. Els homes tenien una renda mediana de 25.417$ mentre que les dones 16.250$. La renda per capita de la població era de 13.171$. Aproximadament el 6,2% de les famílies i el 8,5% de la població estaven per davall del llindar de pobresa.

## Poblacions més properes
El següent diagrama mostra les poblacions més properes.